# Ґонта Дмитро
Ґо́нта Дмитро́ (нар. бл. 1900, Катеринославщина — пом. 1959, м. Філадельфія, Пенсільванія, США) — командир 2-ї батареї полку Чорних запорожців, сотник Армії УНР, бандурист.

## Життєпис
Дмитро Ґонта брав активну участь у визвольних змаганнях 1918—1921 роках. У 1918—1919 роках ад'ютант отамана Юхима Божка, з яким активно формував «Запорізьку Січ» на Катеринославщині. Після розформування «Січі» в полк «Чорних Запорожців» Петра Дяченка, командував кінною батареєю полку «Чорних Запорожців».
Вивчав гру на бандурі в кобзаря Антіна Митяя, та пізніше у Костя Місевича. У 1925 році разом з Костем Місевичем та Данилом Щербиною виступав у Народному домі Львова. У 1930-х рр.
Виступав у міжвоєнний період по Галичині та Польщі у складі тріо бандуристів разом із К. Місевичем та Д. Щербиною. Чимало зробив для популяризування бандури у Галичині та на Волині. Автор пісні «На чужині» («Лети, моя думо», слова Романа Купчинського). Розмальовував церкви у с. Курилівка та с. Буців біля Перемишля.
Під час німецької окупації 1943 року був засланий до концтабору Дахау. 29 квітня 1945 звільнений американцями. Після війни опинився в Мюнхені, а потім поселився у місті Філадельфія, США.

## Доробок

### Статті
- Ґонта Дмитро. «На панцирнику „Хортиця“» // «Істор. календар-альм. Червоної калини на 1932 р.» — Л., 1931;. [Архівовано 5 березня 2017 у Wayback Machine.]
- Ґонта Дмитро. «Бандурист Кость Місевич» // «Київ», Філадельфія, 1955, № 6, листопад-грудень.